# 중앙도서관 (천안시)
천안시 중앙도서관은 충청남도 천안시 동남구 소재의 도서관이다. 천안 중앙도서관은 복층 구조로 건설되어 열람실은 4층과 3층에 있는데, 1층은 연령별로 이용자를 달리 수용한다. 전자 자료는 3층에서 다루며 4층에는 주민 문화공간, 청소년문화의집 사무실이 위치해 있다. 3층에는 휴게실이 있다. 2층에는 자료실이 있고, 1층에서는 사무과 사서 업무를 진행하며 지하 1층은 식당과 강당으로 구성하였다.

## 갤러리

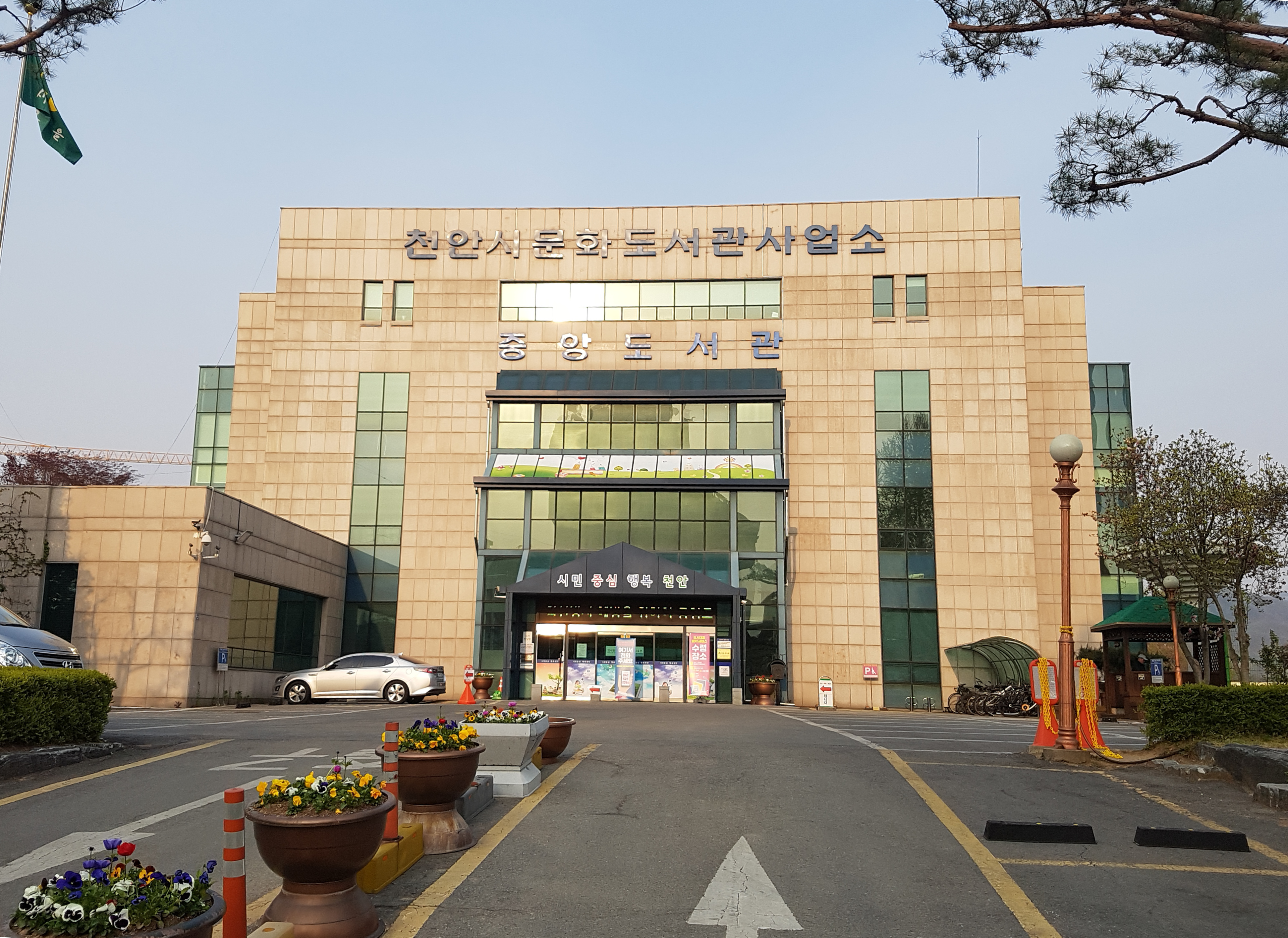
신축 이전의 모습